# بزرگراه بسیج
بزرگراه بسیج با نام پیشین بزرگراه افسریه و با شماره بزرگراه ۵۱ یکی از بزرگراه‌های تهران است که جهت شمالی-جنوبی دارد. این بزرگراه که در شرق تهران واقع شده، از میدان کلاهدوز در تقاطع با بزرگراه یاسینی، خیابان پیروزی و خیابان سی متری نیروی هوایی آغاز شده و به سه راه افسریه در تقاطع با بزرگراه‌های بعثت و آزادگان منتهی می‌شود.

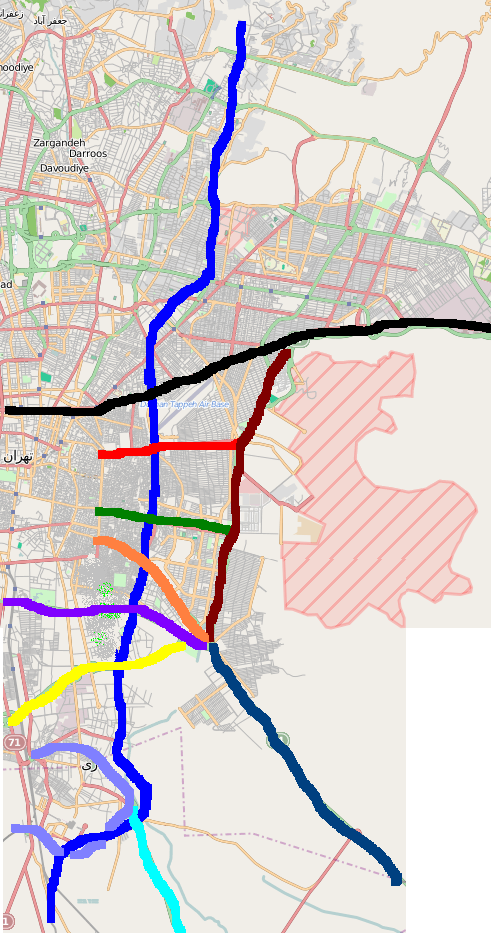
بزرگراه امام علی
خیابان دماوند
بزرگراه بسیج(اتوبان افسریه)
خیابان پیروزی
بزرگراه شهید محلاتی
خیابان خاوران
بزرگراه بعثت
بزرگراه آزادگان
بزرگراه امام رضا (جاده مشهد)
بزرگراه شهید کریمی (نیم‌دایره بالایی) و بزرگراه شهید آوینی (نیم‌دایره پایینی)
جاده ورامین

## تقاطع‌ها
| از شمال به جنوب              | از شمال به جنوب                                             | از شمال به جنوب |
| ---------------------------- | ----------------------------------------------------------- | --------------- |
| میدان کلاهدوز                | بزرگراه یاسینی خیابان پیروزی خیابان سی متری نیروی هوایی     |                 |
| سه راه تختی                  | خیابان هجرت                                                 |                 |
|                              | خیابان ائمه اطهار                                           |                 |
| BRT 3 ایستگاه ائمه اطهار     |                                                             |                 |
| BRT 3 ایستگاه قصر فیروزه     |                                                             |                 |
|                              | شهرک قصر فیروزه                                             |                 |
| ایستگاه متروی بسیج           |                                                             |                 |
|                              | بزرگراه محلاتی                                              |                 |
| BRT 3 ایستگاه محلاتی         |                                                             |                 |
|                              | بلوار رحیمی                                                 |                 |
| BRT 3 ایستگاه زمزم           |                                                             |                 |
|                              | خیابان زمزم                                                 |                 |
| دوربرگردان                   |                                                             |                 |
|                              | خیابان بیست متری افسریه بلوار ده حقی                        |                 |
| BRT 3 ایستگاه ۲۰ متری افسریه |                                                             |                 |
| BRT 3 ایستگاه آشوری          |                                                             |                 |
|                              | خیابان بقایی                                                |                 |
| BRT 3 ایستگاه ولیعصر         |                                                             |                 |
| BRT 3 ایستگاه رحمانی         |                                                             |                 |
| BRT 3 ایستگاه بسیج           |                                                             |                 |
| سه راه افسریه                | بزرگراه امام رضا بزرگراه بعثت بزرگراه آزادگان خیابان خاوران |                 |
| از جنوب به شمال              |                                                             |                 |